# プリティ・ママがライバル!
『プリティ・ママがライバル!』は吉田美紀子の描いた4コマ漫画作品。芳文社の月刊雑誌『まんがホーム』で1999年2月号から2006年9月号まで連載された。母娘の立場が逆転したような森川家を中心に楽しい日常生活を描く。
もともとは『ママがライバル』というタイトルだったが、単行本第1巻発刊を機にタイトルを変更した（同社の雑誌『まんがタイムオリジナル』で同名のストーリー漫画が連載されていた時期があり、単行本も1巻が出ていたが、それとの関係は明言されていない）。

## 主な登場人物
森川亜紀（もりかわ あき）
森川家の母親。42歳だが、見た目は女子中学生のようである（そのためしょっちゅう警察官に年齢確認をされている）。アイドルのおっかけをしたり、ファッションに気を遣ったり、味の好みが子供っぽかったりと中身も10代のような人物。ただ、少し運動しただけで疲れたり、筋肉痛になったりするところは年齢をごまかせない。若さを保つために高級な化粧品やサプリメントを使うなど、隠れた努力はしているらしい。
森川麻世（もりかわ あさよ）
森川家の一人娘。18歳の女子高生。頼りない母に代わって家事をこなし、家計を切り盛りする。盆栽や浪曲、ゲートボールなど、女子高生とは思えない趣味を持っている。和食党らしく、同級生がカラフルな弁当を持ってくる中、ひじきや煮しめといったおかずを弁当に入れて持ってくる。なぜか近所の奥さんと気が合い、子育ての相談まで受けることもある。
森川パパ
本名不明。どこにでもいるような普通の会社員。いつも妻と娘の板挟み状態。ただ、妻の方に娘に対するような感情を持っているらしく、妻の方に肩入れすることが多い。
小山
麻世の同級生。麻世のことが少し気になるようだが、感性の合わない麻世には四苦八苦している。
泉
麻世の友達で同級生。亜紀（麻世の母親）とはアイドルの追っかけ友達。自分の母親を「若くない」と嫌っているようで、若々しい亜紀と仲良し。麻世と小山の仲を応援している。

## 書誌情報
単行本が芳文社より「まんがタイムコミックス」として刊行されている。
1. 第1巻（2003年8月19日発行） ISBN 978-4-8322-6298-0
2. 第2巻（2004年10月19日発行） ISBN 978-4-8322-6360-4